# Měňavková úplavice
Měňavková úplavice, též amébní, respektive entamoební úplavice, je choroba způsobována měnavkou Entamoeba histolytica. Choroba se může vyskytovat jak bez příznaků, tak s mírnými, ale i těžkými. Symptomy pak mohou zahrnovat například bolest břicha, průjem (u závažnějších případů s přítomností krve ve stolici). V důsledku ztráty tekutin může u postižených docházet k dehydrataci. U závažných forem pak i k chudokrevnosti v důsledků krevních ztrát.
Vhodnou prevencí před nákazou měnavkovou úplavicí je důkladné mytí ovoce a zeleniny a tepelná úprava vody v rizikových oblastech. Svůj vliv může mít i dobrá kanalizace, počítaje v to oddělení potravin a vody od fekálií. Proti amébní úplavici neexistuje žádná očkovací látka. Infekce s příznaky se nejčastěji léčí metronidazolem. Bezpříznakové onemocnění pak nejčastěji paromomycinem. Na léčbu infkece může být však použita i celá další řada léků.
Entamoební úplavice se vyskytuje po celém světě, avšak nejvíce případů nákazy je v rozvojových zemích. V Česku se tato nemoc vyskytuje jen ojediněle, tehdy bývá ze zahraničí importována cestovateli. V posledních deseti letech bylo v Česku hlášeno jen kolem 30–60 případů ročně. Touto nemocí je infikováno asi 480 milionů lidí, což má ročně za následek smrt 40 000–110 000 lidí.
Ve střevě se také mohou vyskytovat další měňavky. Entamoeba dispar se vyskytuje bez přítomnosti příznaků. Patogenita Entamoeba moshkovskii zatím není zcela objasněna.

## Přenos choroby, prevence

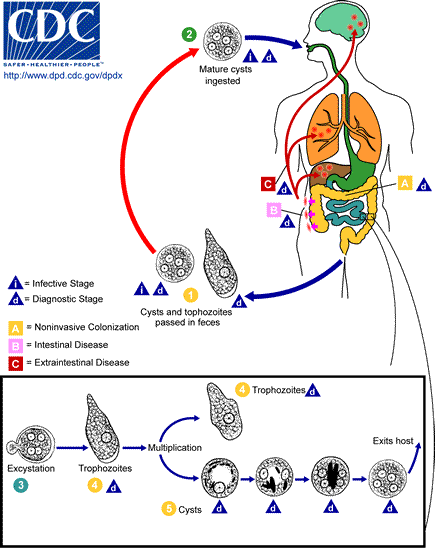
Vývojový cyklus měňavky

Přenos je podobný jako u bakteriální úplavice.

## Průběh a příznaky choroby
Měňavka úplavičná žije v tlustém střevu, kde se vyskytuje ve dvou formách. Ve formě menší (minuta), kterou se rozšiřuje a která je pro organismus prakticky neškodná a ve formě větší (magna), která se za určitých okolností začne v tlustém střevě tvořit. Ta napadá střevní epitel a proniká do tkání a krevního oběhu, který ji může roznést po celém organismu. Nemoc se projevuje podobnými příznaky jako bakteriální úplavice[zdroj?], dále se také mohou vyskytnout jaterní abscesy.

## Léčba a prognóza
Infekce s příznaky se nejčastěji léčí metronidazolem, bezpříznakové onemocnění pak nejčastěji paromomycinem, ale využívá se mnoho dalších léků. Jaterní abscesy je nutno chirurgicky odstranit. Nutno dbát na dietu a doplnění tekutin. Prognóza je při dosažitelnosti lékařské pomoci dobrá, jinak závisí na formě nemoci a stavu pacienta.